# Доссор (месторождение)
Доссор — нефтяное месторождение, расположенное в Макатском районе Атырауской области Казахстана, в 90 км к востоку от города Атырау. Разведано и нанесено на карту в 1860—1887 годах русскими геологами Н. А. Северцевым, Д. В. Кирпичниковым, М. М. Новаковским. Разработка ведётся с 1911 года.
Месторождение приурочено к надсолевым отложениям юрского периода. На глубине 30—300 м расположено 6 нефтяных пластов. Пористость коллекторов 24—30,9 %, проницаемость 0,128—4,76 мкм², дебит скважин 1,7—132,6 м³/сут, пластовое давление 14,4—33,6 мПА, температура 19—27 °C. Плотность нефти 0,84—0,88 г/см². Содержит серу (0,2—0,22 %), смолу (7 %), парафин (0,2—2,07 %). В составе попутных газон: метан (77,1— 93,8 %), этан (7,17 %) и пропан (0,4-5,1 %). Нефти малосернистые (0,2-0,22 %), малосмолистые (7 %), содержат 0,2-2,07 % парафина. Состав попутного газа: метан — 77,1-93,8 %, этан — 7,15 %, пропан — 0,4-5,1 %, пентан и высшие — 0,3 %, азот и редкие — 0,7-4,4 %, углекислый газ — 3-7,3 %.
Месторождение находится в консервации.